# 天主教蕲州教区
天主教蘄州教區（拉丁語：Dioecesis Chiceuvensis，又稱為：蘄春教區）是是羅馬天主教在中國湖北省設立的一個教區，屬於漢口教省。

## 概況
1946年4月11日，聖座在中國設立聖統制，蘄州宗座代牧區升格為蘄州教區，屬於漢口教省。
1950年，蒲圻教區信徒人數為15,946人。教座位於湖北省蘄春縣。教區自1983年邱先覺主教榮休後，一直處於教座出缺狀態。

## 歷史
1929年7月18日，從漢口宗座代牧區劃出黃梅、羅田、麻城、黃安、新洲等鄂東9縣成立黃州自治區，由意大利籍方濟會會士負責管理，首任傳教區神長為佳格理神父。
1932年6月1日，升格為黃州宗座監牧區。1936年1月27日，升格為蘄州宗座代牧區。
1946年4月11日，聖座在中國設立聖統制，蘄州宗座代牧區升格為蘄州教區，屬於漢口教省。同時，任命邱先覺為蘄州教區首任主教。
1949年10月1日，中國共產黨在中國大陸地區建立中華人民共和國，並開始針對天主教進行宗教迫害及打壓，教會已經無法正常功能。1951年9月，邱先覺主教及浠水縣天主教堂主任司鐸邊安吉被逮捕。同年10月25日，中南軍政委員會以“從事非法活動，窩藏國民黨軍政人員，組織聖母軍，對抗土地革命，阻止教友參加政治活動、反對自辦教會”罪名起訴邱主教。他在獄中受盡折磨，法庭判處他死刑，但於1952年12月23日，邱主教被驅逐出境，經香港再回意大利，後在秘魯華人社區服務。
1966年至1979年文化大革命期間，所有宗教活動停止。
2000年，中國天主教愛國會未經聖座准許，擅自將漢口教省的蘄州教區併入蒲圻教區。

## 歷任主教

### 黃州傳教區神長
- 佳格理神父, O.F.M.（1930年4月30日-1932年6月1日）：意大利籍[6]

### 黃州宗座監牧
- 佳格理神父, O.F.M.（1932年6月1日-1936年1月27日）：意大利籍

### 蕲州宗座代牧區
- 佳格理主教, O.F.M.（1936年1月27日- 1941年）：意大利籍
- 教座從缺（1941年-1946年）
  - 宗座署理佳格理主教（1941年-1946年）：意大利籍

### 蕲州主教
- 教座從缺（1946年-1948年）
  - 宗座署理佳格理主教（1946年-1948年）：意大利籍
- 邱先覺主教, O.F.M.（1948年6月10日-1983年）：意大利籍[7]
- 教座從缺（1983年-現在）